# کنیا در المپیک تابستانی ۲۰۲۴
کاروان المپیکی کنیا، یکی از کاروان‌های شرکت‌کننده در بازی‌های المپیک تابستانی ۲۰۲۴ بود. این دوره از بازی‌ها از ۲۶ ژوئیه تا ۱۱ اوت ۲۰۲۴ (۵ تا ۲۱ مرداد ۱۴۰۳ خورشیدی) به میزبانی پاریس، پایتخت فرانسه برگزار شد.
در این دوره از بازی‌ها کنیا با کسب ۱۱ مدال (چهار طلا، دو نقره و پنج برنز) با اختلاف نسبت به دیگر کاروان‌های آفریقایی (دومین تیم آفریقا الجزایر بود که در رتبه سی‌و نهم قرار گرفت) در رتبه هفدهم رده‌بندی نهایی این دوره از بازی‌ها قرار گرفت.
نکته حائز اهمیت این است که تمامی یازده مدال کسب شده توسط این کاروان، در رشته دو و میدانی به‌دست آمد.

## مدال‌آوران
| مدال | ورزشکار          | ورزش        | ماده                  | تاریخ  |
| ---- | ---------------- | ----------- | --------------------- | ------ |
| طلا  | بیتریس چبت       | دو و میدانی | ۵۰۰۰ متر زنان         | ۵ اوت  |
| طلا  | بیتریس چبت       | دو و میدانی | ۱۰۰۰۰ متر زنان        | ۹ اوت  |
| طلا  | امانوئل وانیونیی | دو و میدانی | ۸۰۰ متر مردان         | ۱۰ اوت |
| طلا  | فیت کیپیگون      | دو و میدانی | ۱۵۰۰ متر زنان         | ۱۰ اوت |
| نقره | فیت کیپیگون      | دو و میدانی | ۵۰۰۰ متر زنان         | ۵ اوت  |
| نقره | رونالد کوموی     | دو و میدانی | ۵۰۰۰ متر مردان        | ۱۰ اوت |
| برنز | ماری مورا        | دو و میدانی | ۸۰۰ متر زنان          | ۵ اوت  |
| برنز | فیت چروتیچ       | دو و میدانی | ۳۰۰۰ متر امدادی زنان  | ۶ اوت  |
| برنز | آبراهام کیبیووت  | دو و میدانی | ۳۰۰۰ متر امدادی مردان | ۷ اوت  |
| برنز | بنسون کیپروتو    | دو و میدانی | ماراتن مردان          | ۱۰ اوت |
| برنز | هلن اوبیری       | دو و میدانی | ماراتن زنان           | ۱۱ اوت |

در ابتدا کیپیگون از بخش ۵۰۰۰ متر زنان کنار گذاشته شده بود اما با درخواست تجدید نظر، به این مسابقات برگشت و در این رشته به مدال نقره رسید.

## شرکت‌کنندگان
اعضای کاروان کنیا در رشته‌های زیر به رقابت پرداختند.
| ورزش         | مردان | زنان | کل |
| ------------ | ----- | ---- | -- |
| دو و میدانی  | ۲۶    | ۱۹   | ۴۵ |
| شمشیربازی    | ۰     | ۱    | ۱  |
| جودو         | ۰     | ۱    | ۱  |
| راگبی ۷ نفره | ۱۳    | ۰    | ۱۳ |
| شنا          | ۱     | ۱    | ۲  |
| والیبال      | ۰     | ۱۳   | ۱۳ |
| کل           | ۴۰    | ۳۵   | ۷۵ |